# Melito Irpino
Melito Irpino – miejscowość i gmina we Włoszech, w regionie Kampania, w prowincji Avellino.
Według danych na 1 stycznia 2022 roku gminę zamieszkiwało 1780 osób (891 mężczyzn i 889 kobiet).